# Colorín ColorRadio
Colorín ColorRadio fue una emisora radial de Caracol Radio, caracterizada por ser la primera y única emisora en Colombia dedicada al público infantil.

## Historia
Colorín ColorRadio fue creada el 11 de mayo de 1992 durante la crisis energética de Colombia por Adriana Giraldo y María Isabel Murillo. Comenzaba sus emisiones a las 6:00 a. m. y finalizaba a las 10:00 p. m. Dentro de su equipo se encontraban Mario Ruiz, encargado de darle voz a personajes como El Perro Perroberto, El Oso Motoso, La Vaca Clarabella, Pillo el Muñeco Intergalactico, El Monstruo Fangoso, Rita la Cotorrita, Los viejos Inocencio y Bonifacio, Juanpiés el Gusanito Ciempiés, entre otros; Tachi Neira; Martha Lucía Gómez; Dora Luz Moreno; Manuel Otálora; Andrés López Giraldo; Diana Marcela Tinjaca; Martha Lucía Gómez y Fredy González. 
Los oyentes podían llamar a la emisora y jugar Al caer en la nota, La gallina cacaraca, Adivina el Personaje, Corre que te pillo y De la habana viene un barco. En sus últimos años contaba con un bloque sobre clásicos del rock a cargo de Manolo Bellon y especiales de anime. 
Dentro de su programación destacaban canciones de todo tipo de género para el público infantil, cuentos de Disney, música de Piero, Uff, biografías de música clásica, etc. 
El 11 de diciembre de 2006 la emisora salió del aire porque su frecuencia fue comprada por una comunidad protestante (Manantial de Vida Eterna).  Desde su página oficial en Internet (colorincolorradio.com) continuó operando hasta su cierre el 20 de mayo de 2013.
En 1992 la emisora ganó el Premio Ondas Internacional de Radio.

## Programas
- Buenos Días Colorín
- Aerobimovida
- TOP 1010 (dejando solamente a TOP 10)
- TOP 20 (los fines de semana)
- Patatín Patatán
- Aventuras a la luz de la luna
- Canciones para mirar el Mundo
- Aló Perroberto (cambiado por Aló Colorín ColorRadio)
- Juegos y rondas
- Mis Canciones Preferidas
- Feliz Feliz
- Rakamandaka
- La caja de música
- ABC Radio
- Sal y Pimienta
- La Rock-ola Colorín
- A Dormir (cambiado por Dulces Sueños)